# 苏珊娜·利普斯科姆
苏珊娜·利普斯科姆（1978年12月7日—）是一位英国历史学家，羅漢普頓大學荣誉退休教授，2011年当选英国皇家历史学会会士，主要作品有入选企鹅科普的《巫术》（Witchcraft）等。